# لورل گودوین
لورل گودوین (انگلیسی: Laurel Goodwin؛ زادهٔ ۱۱ اوت ۱۹۴۲ – درگذشته ۲۵ فوریه ۲۰۲۲) یک هنرپیشه اهل ایالات متحده آمریکا بود.